# Каменское муниципальное образование (Нижнеудинский район)
Ка́менское муниципа́льное образова́ние — сельское поселение в Нижнеудинском районе Иркутской области России. 
Административный центр — село Каменка.

## Население
| 2010  | 2011  | 2012  | 2013  | 2014  | 2015  | 2016  |
| ----- | ----- | ----- | ----- | ----- | ----- | ----- |
| 1128  | ↘1126 | ↗1134 | ↗1142 | ↗1147 | ↘1131 | ↗1137 |
| 2017  |       |       |       |       |       |       |
| ↘1134 |       |       |       |       |       |       |

По результатам Всероссийской переписи населения 2010 года 
численность населения муниципального образования составила 1128 человек, в том числе 574 мужчины и 554 женщины.

## Состав сельского поселения
| № | Населённый пункт | Тип населённого пункта       | Население |
| - | ---------------- | ---------------------------- | --------- |
| 1 | Каменка          | село, административный центр | →252      |
| 2 | Куряты           | участок                      | ↗533      |
| 3 | Мара             | деревня                      | ↘182      |
| 4 | Новое Село       | деревня                      | ↗163      |
| 5 | Яга              | участок                      | →4        |